# Le Cormier
Le Cormier település Franciaországban, Eure megyében. Lakosainak száma 361 fő (2022. január 1.). Le Cormier Boisset-les-Prévanches, Caillouet-Orgeville, Cierrey, Fresney, Le Val-David és Saint-Germain-de-Fresney községekkel határos.

## Népesség
A település népességének változása:
| Lakosok száma | 221  | 289  | 307  | 380  | 403  | 404  | 408  | 385  | 373  | 361  |
|               | 1968 | 1982 | 1990 | 2006 | 2013 | 2015 | 2017 | 2019 | 2020 | 2022 |